# Jens Prütting
Jens Prütting (* 1983) ist Rechtswissenschaftler und seit Mai 2021 Inhaber des Lehrstuhls für Bürgerliches Recht, Medizin- und Gesundheitsrecht an der Bucerius Law School in Hamburg.

## Leben
Jens Prütting studierte Rechtswissenschaften an der Universität zu Köln, wurde dort am Institut für Medizinrecht mit einer Arbeit zum Thema „Die rechtlichen Aspekte der Tiefen Hirnstimulation“ promoviert und erwarb anschließend einen Master-Abschluss mit dem Schwerpunkt Wettbewerbs- und Medienrecht.
Für seine Habilitation an der Universität Heidelberg unter Marc-Philippe Weller veröffentlichte er eine Monografie zum Thema „Rechtsgebietsübergreifende Normenkollisionen – Ein Ansatz auf der Schnittstelle von Zivil- und Sozialversicherungsrecht im Gesundheitswesen“.
Ab 2015 war Prütting Juniorprofessor an der Bucerius Law School, seit 2021 ist er dort Inhaber des Lehrstuhls für Bürgerliches Recht, Medizin- und Gesundheitsrecht sowie zusammen mit Karsten Gaede Direktor des Instituts für Medizinrecht.
Prütting forscht im Medizin- und Gesellschaftsrecht und ist Mitarbeiter der Zeitschrift Medizinrecht sowie Herausgeber der Zeitschrift für das gesamte Verfahrensrecht.
Neben seiner Tätigkeit an der Bucerius Law School unterrichtet Prütting Arztrecht an der Asklepios Medical School in Hamburg und ist als Rechtsanwalt tätig. Sein Vater Hanns Prütting ist Direktor des Instituts für Gewerblichen Rechtsschutz und Urheberrecht der Universität zu Köln. 